# Jamantaoe
De Jamantaoe (Russisch: Ямантау, Basjkiers: Ямантау) is een berg gelegen in het strikte natuurreservaat Zapovednik Joezjno-Oeralski in de autonome republiek Basjkirostan van Rusland. De Jamantaoe bereikt een hoogte van 1.640 meter en is grotendeels bedekt met bergtoendra. De berg kent twee bergpieken, waarvan de hoogste de Grote Jamantaoe (1.640) is. Deze wordt vergezeld door de Kleine Jamantaoe, met een hoogte van 1.510 meter. De Grote Jamantaoe is een militair object en is daarom niet vrij toegankelijk voor bezoekers. De Kleine Jamantaoe kan wel worden bezocht.

## Nucleaire bunker
Onder de Jamantaoe, nabij de stad gesloten stad Mezjgorje, wordt al sinds de sovjetperiode gewerkt aan een grote ondergrondse faciliteit. De regering van de Verenigde Staten werden zich bewust van het complex in 1992 en het werd in 1996 opnieuw door de New York Times aangehaald. Er is niet veel over de faciliteit bekend en er doken in de jaren '90 vanuit Amerikaanse hoek complottheorieën op over het complex. Er wordt gezegd dat Jamantaoe de Russische tegenhanger is van het Amerikaanse Area 51 en er zou een groot arsenaal aan nucleaire wapens opgeslagen zijn. Conservatieven in het Amerikaanse congres gingen verder door te claimen dat sommige kernkoppen aangesloten zijn op een supercomputer, die door niets of niemand kan worden veranderd. Deze computer zou reageren door een kernkop af te vuren zodra er een kernwapen ergens in Rusland inslaat. Vermoedelijk wordt er in werkelijkheid een grote ondergrondse verblijfplaats aangelegd voor de president en andere hooggeplaatste personen in het geval van een opstand en vergelijkbaar met Metro-2. Voor een nucleaire aanval wordt het complex minder geschikt geacht. De meeste activiteiten kwamen stil te liggen aan het einde van de jaren 1990. Vanaf 2021 wordt er weer druk gewerkt aan het complex.